# Eutrepsia secretus
Eutrepsia secretus là một loài bướm đêm trong họ Geometridae.